# Józef Epstein (komunista)
Józef Epstein, ps. Pułkownik Gilles, Joseph Andrej, Joseph Estain, Joseph, André Duffau (ur. 16 października 1911 w Zamościu, zm. 11 kwietnia 1944 w Mont Valérien) – polsko-żydowski działacz komunistyczny, uczestnik hiszpańskiej wojny domowej po stronie sił republikańskich, podczas II wojny światowej zasłużony dowódca oddziałów francuskiego ruchu oporu. Zginął rozstrzelany przez Niemców, po wcześniejszych ciężkich torturach Gestapo.

## Życiorys
Urodził się w Zamościu w rodzinie księgowego Szlomy Epsztajna i jego żony Bruchy z Goldsztajnów. Studiował prawo na Uniwersytecie Warszawskim, w czasie nauki wstąpił do Komunistycznej Partii Polski. W 1931 został aresztowany, gdy wygłaszał przemówienie na nielegalnym komunistycznym mityngu, jednak po kilku tygodniach wypuszczono go z więzienia. Uciekł wówczas do Czechosłowacji, gdzie bezskutecznie ubiegał się o prawo stałego pobytu. Następnie znalazł się we Francji.
Epstein osiadł we francuskim Tours, gdzie ożenił się z Paulą Duffau, również aktywistką komunistyczną. Działali w komórkach Francuskiej Partii Komunistycznej (PCF) kolejno w Tours, Bourdeaux i Paryżu. Epstein ukończył studia prawnicze, jednak nie mógł wykonywać zawodu będąc imigrantem. Miał syna.
W 1936 wyjechał do Hiszpanii i wstąpił do armii republikańskiej, walczył w hiszpańskiej wojnie domowej i został ciężko ranny w obronie Irun. W styczniu 1938 dowodził baterią rumuńskich artylerzystów „Tudor Vladimirescu”; w końcu tego samego roku wrócił do Francji, gdzie został na kilka miesięcy internowany w obozie w Gurs.
W 1939 wstąpił do tworzonych we Francji polskich jednostek wojskowych, ale szybko zrezygnował, wstępując zamiast tego do Legii Cudzoziemskiej. W 1940 został schwytany przez Niemców i osadzony w Stalagu IVB. Zdołał z niego uciec i przez Szwajcarię dotarł z powrotem do Paryża dzięki fałszywym papierom.
W 1941 związał się z komunistyczną formacją ruchu opory, FTP, którą od lutego 1943 dowodził w regionie paryskim. W istotny sposób zreorganizował działanie jednostek FTP, tworząc większe, 10-15 osobowe oddziały partyzanckie, zamiast dotychczasowych „trójek” (jedna osoba rzucała bombę, dwie osłaniały odwrót). Taki dwunastoosobowy oddział dokonał w 1943 zamachu w czasie parady niemieckiej na paryskim Placu Gwiazdy; hitlerowcy byli wówczas przekonani, że przemarsz żołnierzy Wehrmachtu zaatakowało co najmniej kilkuset partyzantów.
Epstein został zdradzony, najprawdopodobniej przez Josepha Dawidowicza, dotąd szefa zaopatrzenia w grupie Manukiana, i aresztowany razem z tym ostatnim na dworcu w Évry-Petit-Bourg. Został przewieziony do więzienia w Fresnes i poddany torturom, a następnie skazany na śmierć i stracony w forcie Mont Valérien.

## Upamiętnienie
Od 2004 jego imię nosi plac znajdujący się w 20. dzielnicy Paryża.